# Скіапареллі (марсіанський кратер)
Скіапареллі (англ. Schiaparelli) — метеоритний кратер на Марсі, що розташований у квадранглі Sinus Sabaeus за координатами 2°43′ пд. ш. 16°46′ сх. д. / 2.71° пд. ш. 16.77° сх. д. Діаметр ≈ 460 км. Названо 1973 року МАСом на честь італійського астронома Джованні Вірджініо Скіапареллі. 

## Опис поверхні
Темні смуги з червоними краями, які виходять від кратера, викликано ерозією й вивітрюванням. Яскраві білі області на півдні покрито замерзлим вуглекислим газом, ґрунт у кратері Скіапареллі складається з численних шарів, які могли утворитися під впливом вітру, вивержень вулканів або осадження порід у водному середовищі.
Шари можуть мати товщину від одного до декількох десятків метрів. Науковці з Каліфорнійського технологічного інституту вважають, що регулярне чергування цих шарів може бути наслідком періодичних змін клімату Марса в минулому. Ці зміни, своєю чергою, могла викликати регулярна зміна кута між екватором Марса й площиною його орбіти. Земним відповідником таких варіацій (частково викликаних цим самим чинником) є цикли Міланковича, якими пояснюють періодичні заледеніння в історії Землі.

### Положення
Кратер розташований на сході від плато Меридіана в землі Арабії, на північний захід від кратера Тихонравова, Араго і Генрі. 2002 року орбітальний зонд Марс Одіссей виявив у помірних зонах і на невеликих пагорбах водень, що вказує на наявність води. Через південний край кратера пролягають долини, що називаються Brazos Valles.

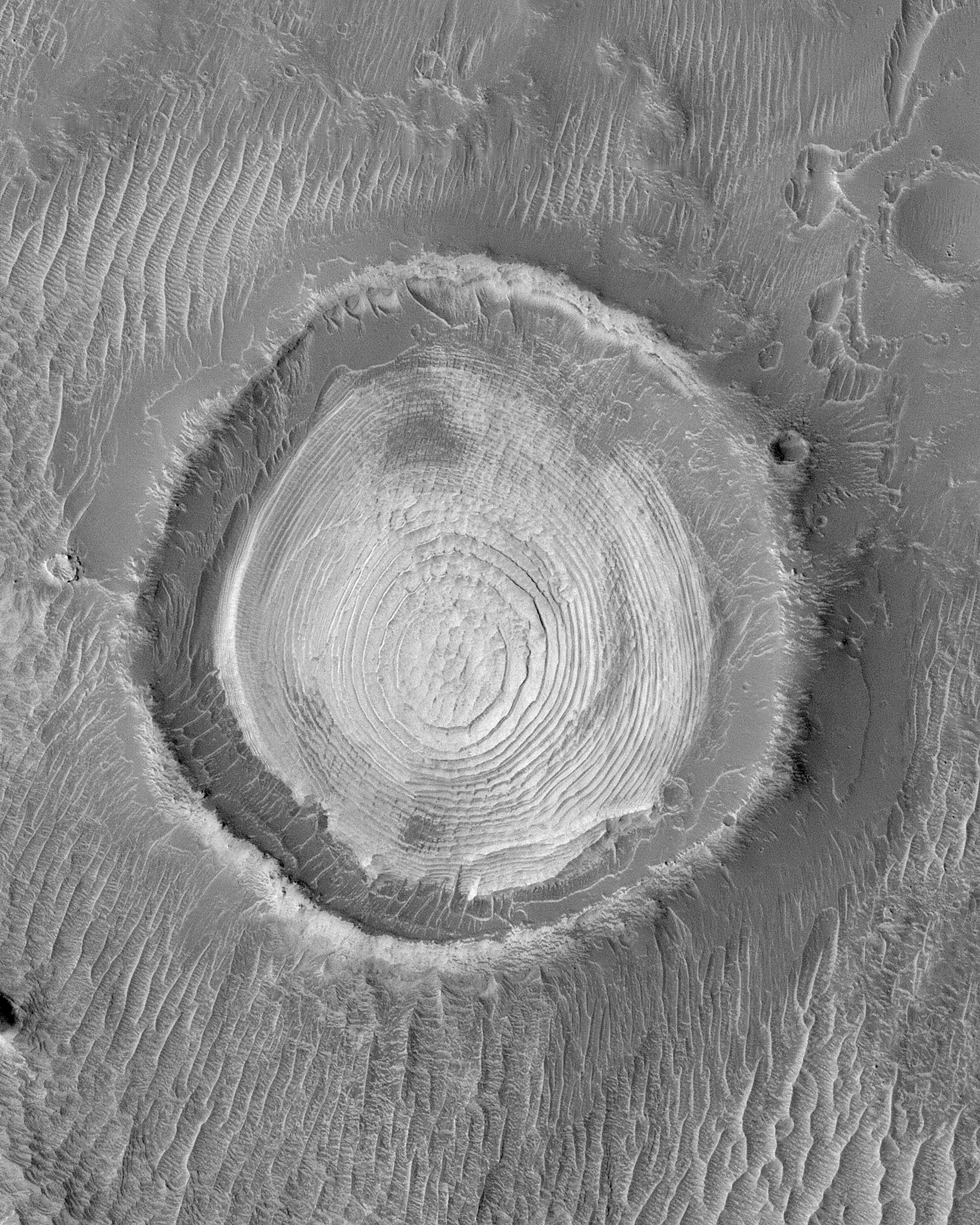
Шаруваті породи в невеликому кратері в басейні Скіапареллі, знімок Mars Global Surveyor
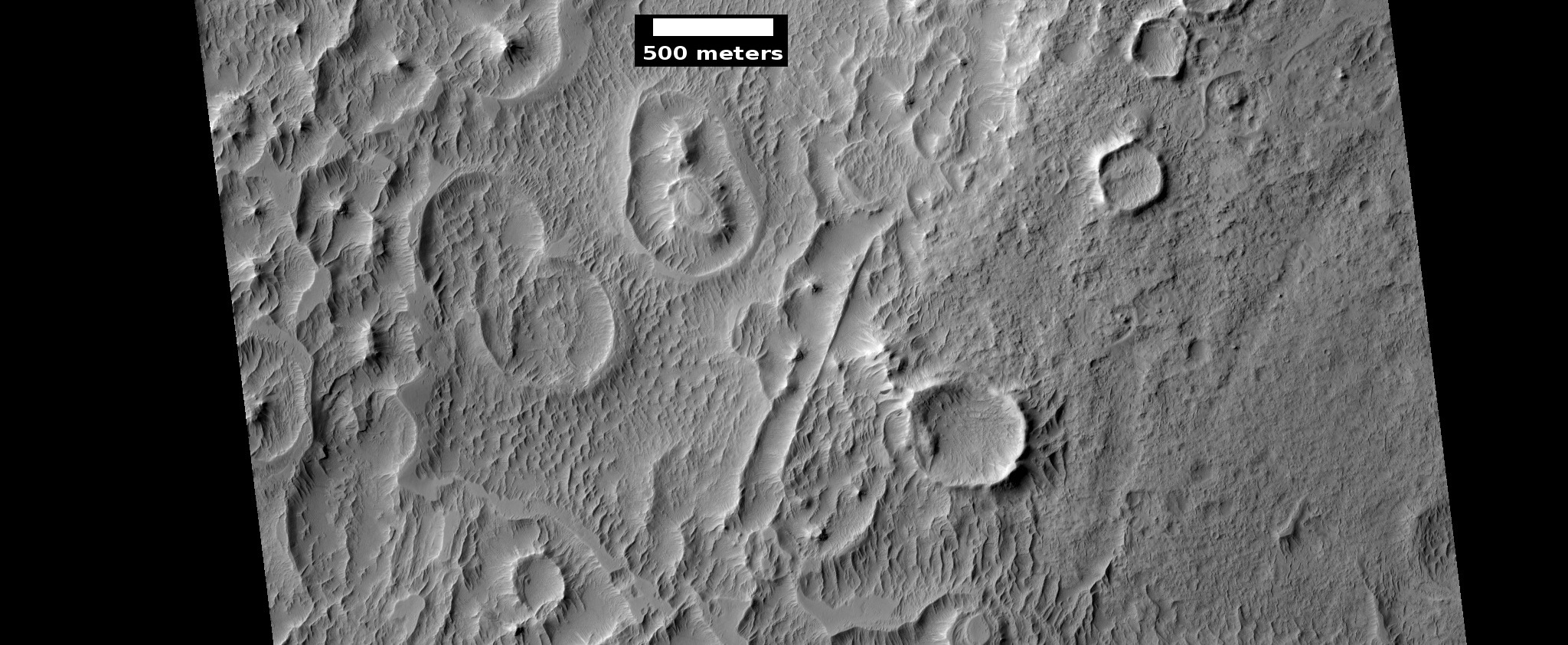
Кільцюваті структури в кратері, знімок MRO
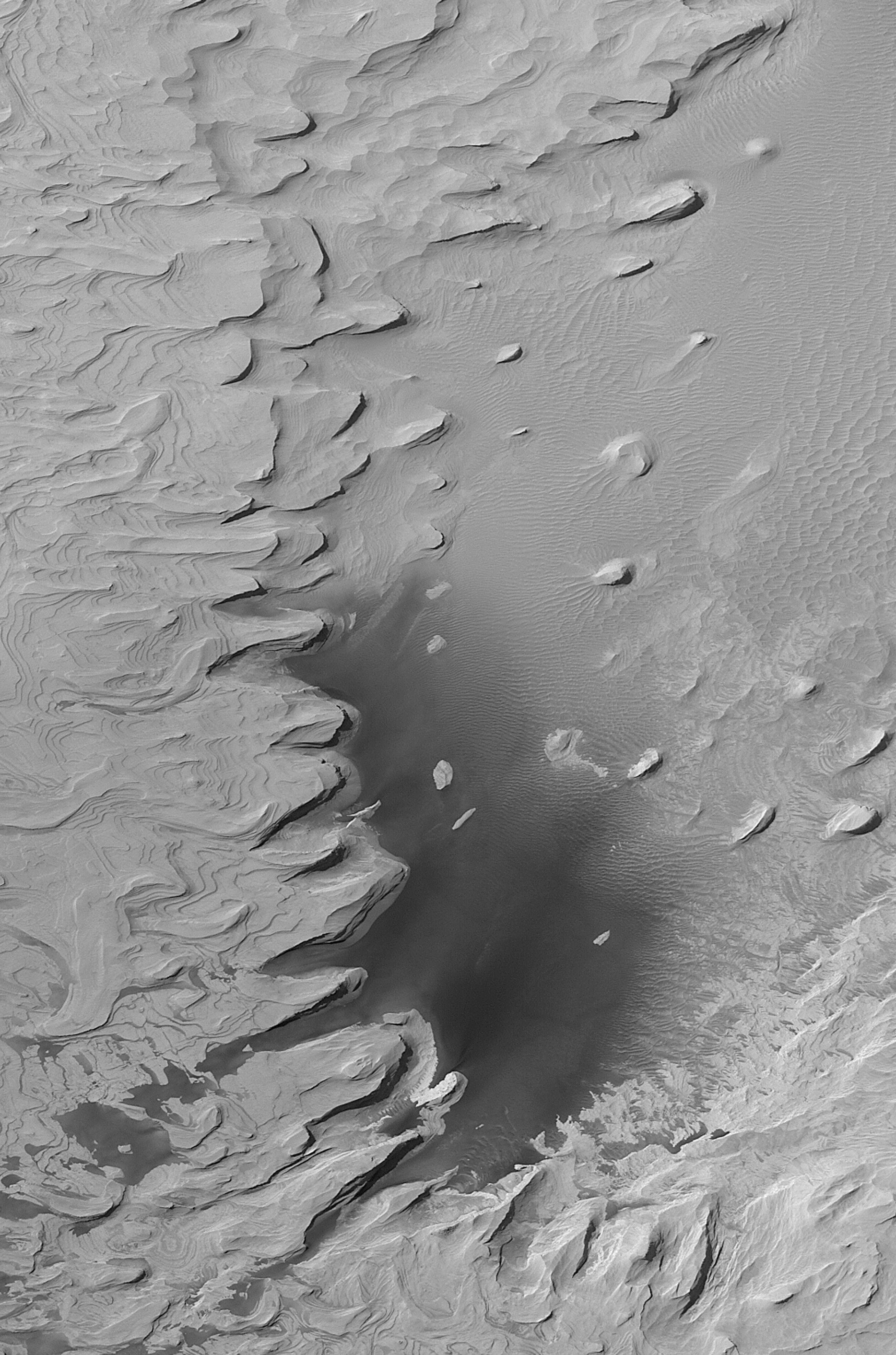
Шаруваті породи в невеликому кратері на північно-західному краю Скіапареллі.

## У мистецтві
У фантастичному романі Енді Віра «Марсіанин» і його екранізації Скіапареллі є посадочним майданчиком місії «Арес-4», четвертого пілотованого польоту на Марс. Головний герой, астронавт місії «Арес-3», який залишився на Марсі після сильної піщаної бурі, повинен був пройти путь у 3200 кілометрів з Ацидалійскої рівнини до Скіапареллі.